# Transteism
Transteismul este un termen creat fie de filosoful Paul Tillich, fie de indologul Heinrich Zimmer,  referindu-se la un sistem de gândire sau de filozofie religioasă, care nu este nici teistică, nici ateistă, ci este dincolo de ele.